# Sublette & Campbell
Sublette & Campbell var ett i Saint Louis baserat amerikanskt pälshandelsföretag vilket verkade 1832–1840.

## Tillkomst
Företaget bildades 1832 av William Sublette och Robert Campbell med syfte att skapa konkurrens till American Fur Companys verksamhet vid de övre delarna av Missourifloden. Innan företaget bildades hade man genom William Ashleys förmedling försäkrat sig om tillräckliga krediter från de stora handelsföretagen i New York.

## Handelsområde
Sublette & Campbell anlade 1832 Fort William vid North Platte River. Handelsfaktoriet såldes dock redan nästa år till American Fur Company tillsammans med verksamheten vid övre Missourifloden och bolaget fortsatte som en stadsbaserad uppköpare av pälsverk och fastighetsspekulant i Saint Louis tills det upplöstes 1840.